# Heinrich Iro
Heinrich Iro (* 1956 in Saarbrücken) ist ein deutscher Hals-Nasen-Ohren-Mediziner.

## Leben
Nach dem Studium der Medizin (1975–1981) an der Universität des Saarlandes erwarb er 1981 die Approbation als Arzt. Von 2000 bis 2025 lehrte er als C4-Professor für HNO-Heilkunde an die Universität Erlangen-Nürnberg und war Direktor der Hals-Nasen-Ohren-Klinik – Kopf- und Halschirurgie am Universitätsklinikum Erlangen. 2021 erhielt er den Bayerischen Verdienstorden.
Seit April 2025 ist er hauptamtlicher Ärztlicher Direktor des Uniklinikums Erlangen.

## Schriften (Auswahl)
- Untersuchungen über die Bedeutung des NN-Glykogens und über die Regulation der Glykogenbildung in der Nebennierenrinde (untersucht am Beispiel der NNR der Ratte). Saarbrücken 1982, OCLC 720839338.
- Extrakorporale Lithotripsie von Speichelsteinen. In-vitro- und tierexperimentelle Untersuchungen. 1990, OCLC 632360197.
- Ultraschalldiagnostik im Kopf-Hals-Bereich. Berlin 1995, ISBN 3-11-014674-6.
- mit Alessandro Bozzato und Johannes Zenk: Atlas of head and neck ultrasound. Stuttgart 2013, ISBN 3-13-160351-8.